# 鄂圖曼帝國國歌
奥斯曼帝国国歌指奥斯曼帝国所使用的国歌，一共有5首。奥斯曼帝国从13世纪晚期开始有了“圣歌”，但是没有特定的皇室頌歌与国歌，直到19世纪。在苏丹马哈茂德二世在位时，奥斯曼帝国正进行西式改革，于是奥斯曼帝国开始了国歌的创作，此工作由朱塞佩·多尼采蒂·帕夏负责，多尼采蒂也因为领导了奥斯曼帝国国歌的设计工作而闻名于世，《马哈茂德进行曲》（土耳其語：Mahmudiye Marşı），便是他创作的。
但是，尽管被叫做“国歌”，但是马哈茂迪耶在当时也只能算作王室頌歌，因此，奥斯曼帝国在马哈茂德二世之后的每一位苏丹都有自己的“国歌”。鄂圖曼王室頌歌不同於歐洲王室的王室頌歌（如奧地利“天佑吾王弗朗兹”）般，保留音律而再撰歌詞，鄂圖曼帝國在有新蘇丹即位后，便會編製新的王室頌歌。1844年的坦志麦特改革中，苏丹阿卜杜勒-迈吉德一世的“迈吉德进行曲（迈吉迪耶）”第一次真正地规定为国歌。奥斯曼帝国国旗同样是在那年出现的。
奥斯曼帝国国歌共有五首，它们分别是：
- 《马哈茂德进行曲》（Mahmudiye Marşı）— 马哈茂德二世 (1808–1839)，作者：朱塞佩·多尼采蒂[1]
- 《阿卜杜勒-迈吉德进行曲》（Mecidiye Marşı） — 阿卜杜勒-迈吉德一世 (1839–1861)，作者：朱塞佩·多尼采蒂[2]
- 《阿齐兹进行曲》（Aziziye Marşı） — 阿卜杜勒-阿齐兹一世 (1861–1876)，作者：卡利斯托·瓜泰利[3]
- 《哈米德进行曲》（Hamidiye Marşı） — 阿卜杜勒-哈米德二世 (1876–1909)，作者：内吉普·帕夏[4]
- 《雷沙德进行曲》（Reşadiye Marşı） — 穆罕默德五世，雷沙德 (1909–1918)，作者：伊塔洛·塞尔夫黎[5]

在国歌概念确立以后，有两位苏丹统治期间没有属于自己的国歌。其一是穆拉德五世，他在位仅三个月便被罢黜；其二是穆罕默德六世，他统治期间的国歌是马哈茂德进行曲。
只有哈米德进行曲和雷沙德进行曲有歌词，前三首国歌只有演奏版本。